# عمر عبد العزيز (لاعب إسكواش)
عمر عبد العزيز هو لاعب إسكواش مصري، ولد في 11 سبتمبر 1983 في القاهرة في مصر.

## وصلات خارجية
- عمر عبد العزيز على موقع SquashInfo.com (الإنجليزية)